# ブラウンベレー

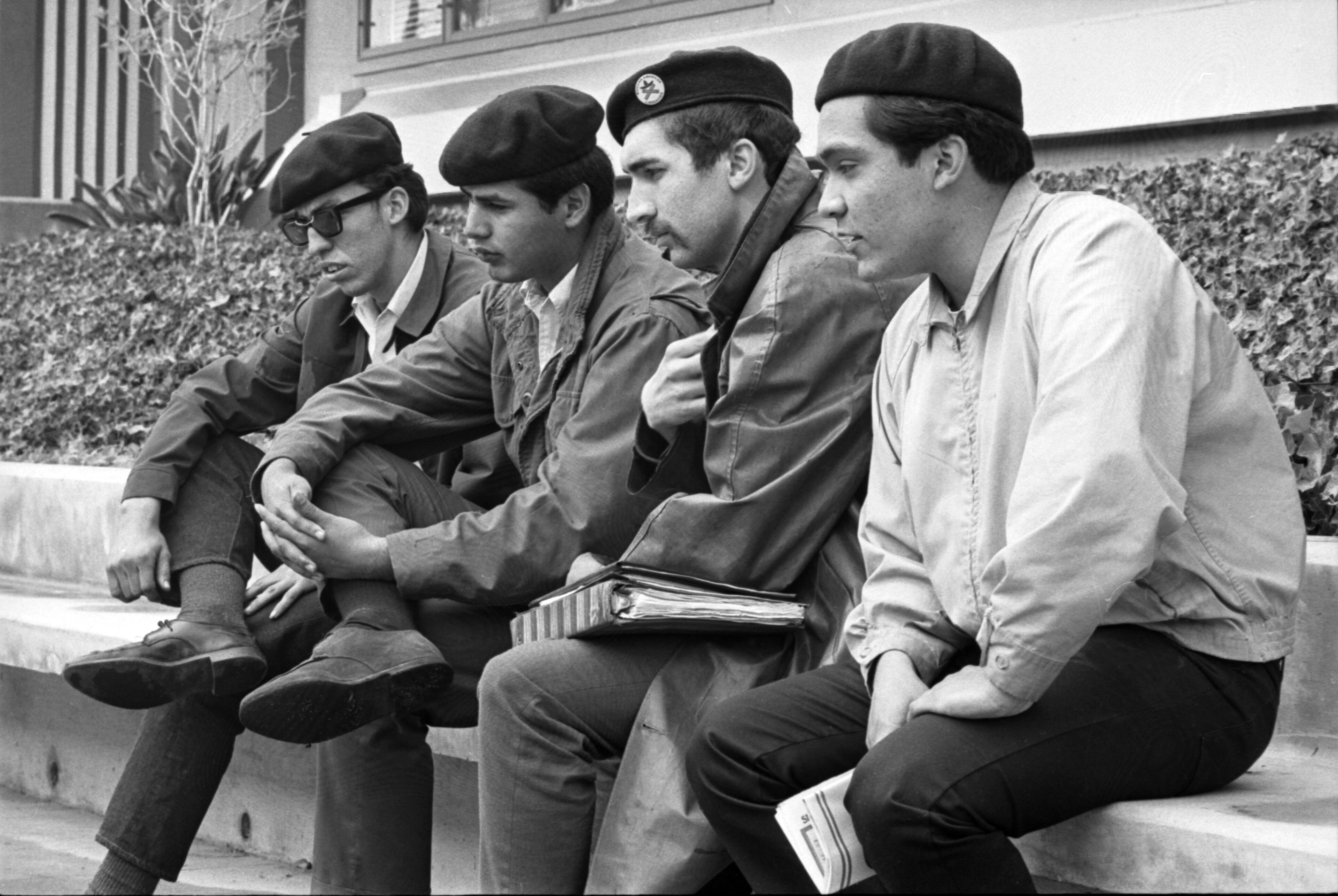
ブラウンベレーのメンバー (1968年)

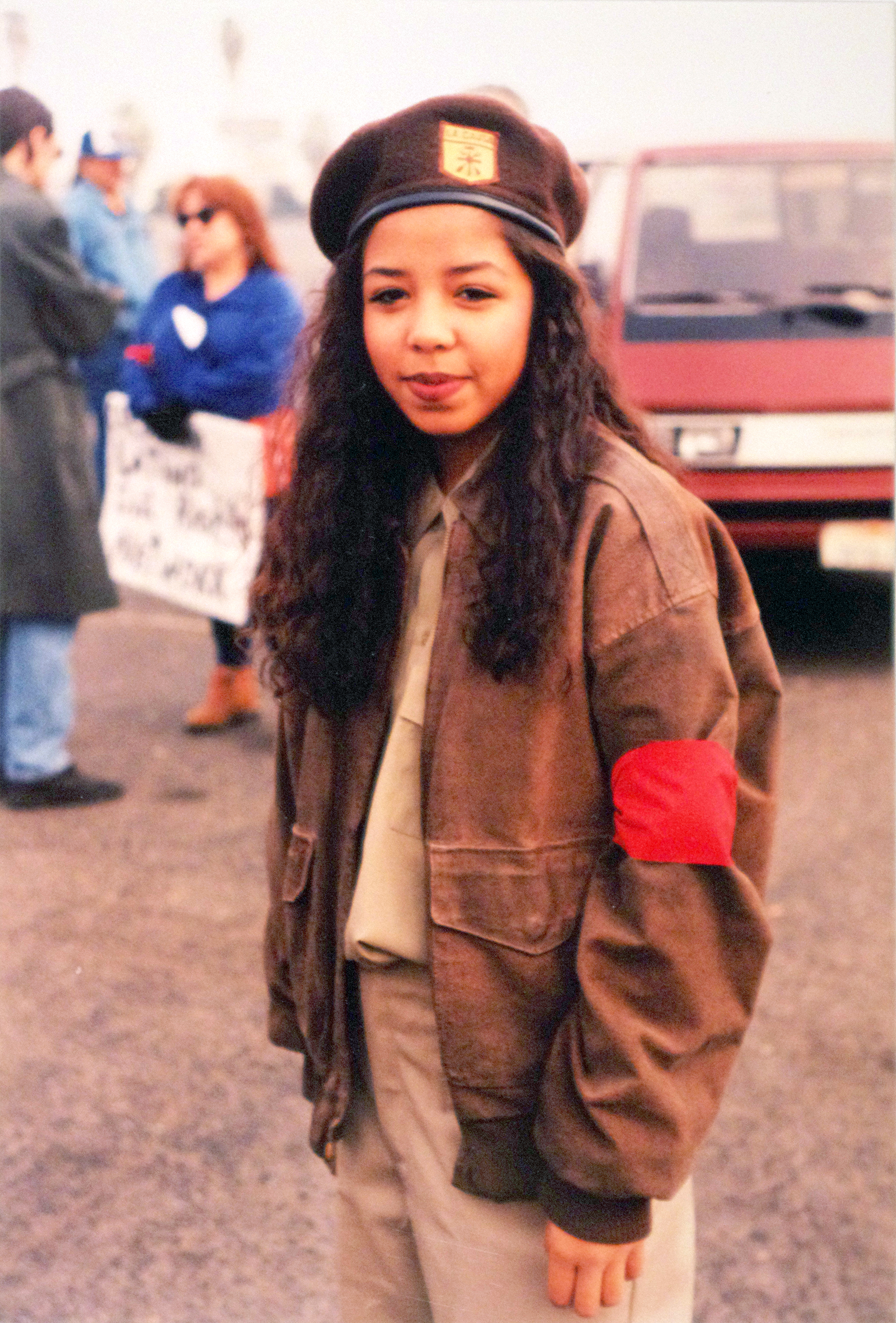
ブラウンベレーの女性メンバー (1994年)

ブラウンベレー（スペイン語: Los Boinas Cafés）は、メキシコ系アメリカ人（チカーノ）によるアメリカ合衆国の政治組織である。

## 概要
1966年、ロサンゼルスのチカーノの高校生達が差別など様々な問題についての学生会議に参加したことに起源を持つ。その主なメンバーはヴィッキー・カストロ、カルロス・モンテス、ホルヘ・リコンス、デヴィッド・サンチェス、レイチェル・オチョア、モクテスマ・エスパルサであった。
彼らは翌年、コーヒーハウス「ピラニヤ」にて「YCCA」（Young Chicanos For Community Action）というグループを作るが、やがて差別に対する抵抗と団結のシンボルとして茶色のベレー帽をかぶるようになり、そこから「ブラウンベレー」と改称された。このような装いは、YCCAと交流があった朝鮮戦争従軍者やブラックパンサー党の影響を受けたものである。
ブラウンベレーはブラックパンサー党主席のフレッド・ハンプトンが主導する「虹の連合」に合流し、1970年代には農民闘争、教育改革運動、ベトナム戦争への反対、警察の残虐行為に対しての抗議活動を行った。また、アメリカ南西部をアメリカ政府の支配から切り離そうとする運動もあった。
現在も活動は続いており、2020年にはソルトレイクシティにて発生した警察による当時22歳のチカーノ青年殺害事件を受けて、同市の地方検事シム・ギルの辞任を求める大規模なデモを実施している。